# Amin Nazari
Amin Adam Nazari (* 26. April 1993 in Malmö) ist ein philippinisch-schwedischer ehemaliger Fußballspieler.

## Karriere

### Verein
Das Fußballspielen lernte Amin Adam Nazari in der Jugendmannschaft von Malmö FF in Schweden, bei dem er 2011 auch seinen ersten Vertrag unterschrieb. Malmö FF ist ein Verein, der in der höchsten Liga des Landes, in der Fotbollsallsvenskan, spielt. 2013 wurde er an den schwedischen Zweitligisten Assyriska Föreningen, einem Verein, der in Södertälje beheimatet ist, ausgeliehen. 2015 wechselte er ebenfalls auf Leihbasis nach Norwegen. Hier spielte er 2015 beim Zweitligisten Fredrikstad FK. Nach Beendigung des Vertrags mit Malmö unterzeichnete er 2016 einen Vertrag bei Falkenbergs FF. Der Verein spielte 2016 in der ersten Liga, der Fotbollsallsvenskan, stieg aber nach der Saison 2016 in die zweite Liga, der Superettan ab. 2018 wechselte er nach Finnland, wo er sich IFK Mariehamn anschloss. Der Verein spielt in der höchsten finnischen Liga, der Veikkausliiga. Nach einem Jahr ging er nach Asien. Hier unterzeichnete er 2019 einen Vertrag bei Ratchaburi Mitr Phol, einem Verein, der in der Thai League, der höchsten thailändischen Liga, spielt. Mit Ratchaburi stand er im Endspiel des thailändischen FA Cup. Das Finale gegen den Erstligisten Port FC verlor man mit 1:0. Nach 27 Erstligaspielen in der ersten Liga wechselte er 2020 nach Malaysia. Hier schloss er sich dem in der ersten Liga, der Malaysia Super League, spielenden Kedah FA aus Alor Setar an. Doch schon ein Jahr später wechselte er zum Erstligisten United City FC auf die Philippinen. Im Januar 2022 ging er wieder nach Thailand, wo er sich dem Erstligisten PT Prachuap FC anschloss. Für den Verein aus Prachuap  bestritt er vier Erstligaspiele. Nach Ende der Saison wurde sein Vertrag nicht verlängert.

### Nationalmannschaft
Von 2009 bis 2013 durchlief Nazari diverse schwedischen Junioren-Nationalmannschaften. 2018 entschied er sich, für die Philippinen zu spielen. Sein Debüt für dessen A-Auswahl gab er am 6. September 2018 in einem Freundschaftsspiel gegen Bahrain. Einen Monat später folgte dann der zweite und bisher letzte Einsatz im Testspiel gegen den Oman.

## Erfolge
Malmö FF
- Schwedischer Meister: 2014
- Supercup: 2014

Kedah FA
- Malaysia Super League: 2020 (Vizemeister)

Ratchaburi Mitr Phol
- FA Cup (Thailand): 2019 (Finalist)

## Sonstiges
Nazari wurde in Schweden geboren. Seine Eltern stammen aus dem Iran und den Philippinen. Nazari ist der Bruder von Omid Nazari.